# 第一代沙夫茨伯里伯爵安東尼·阿什利-柯柏
第一代沙夫茨伯里伯爵安東尼·阿什利-柯柏（英語：Anthony Ashley Cooper, 1st Earl of Shaftesbury，1621年7月22日—1683年1月21日），英国克伦威尔及查理二世时期政治家、辉格党创始人，英国政治哲学家约翰·洛克的赞助人。英国内战期间先后参与保王党和议会军，后在国务会议任职，参与斯图亚特王朝复辟，期间反对第一代克拉伦登伯爵爱德华·海德，1672年获封沙夫茨伯里伯爵，后因叛国罪流亡海外。